# سنگ‌تراشی

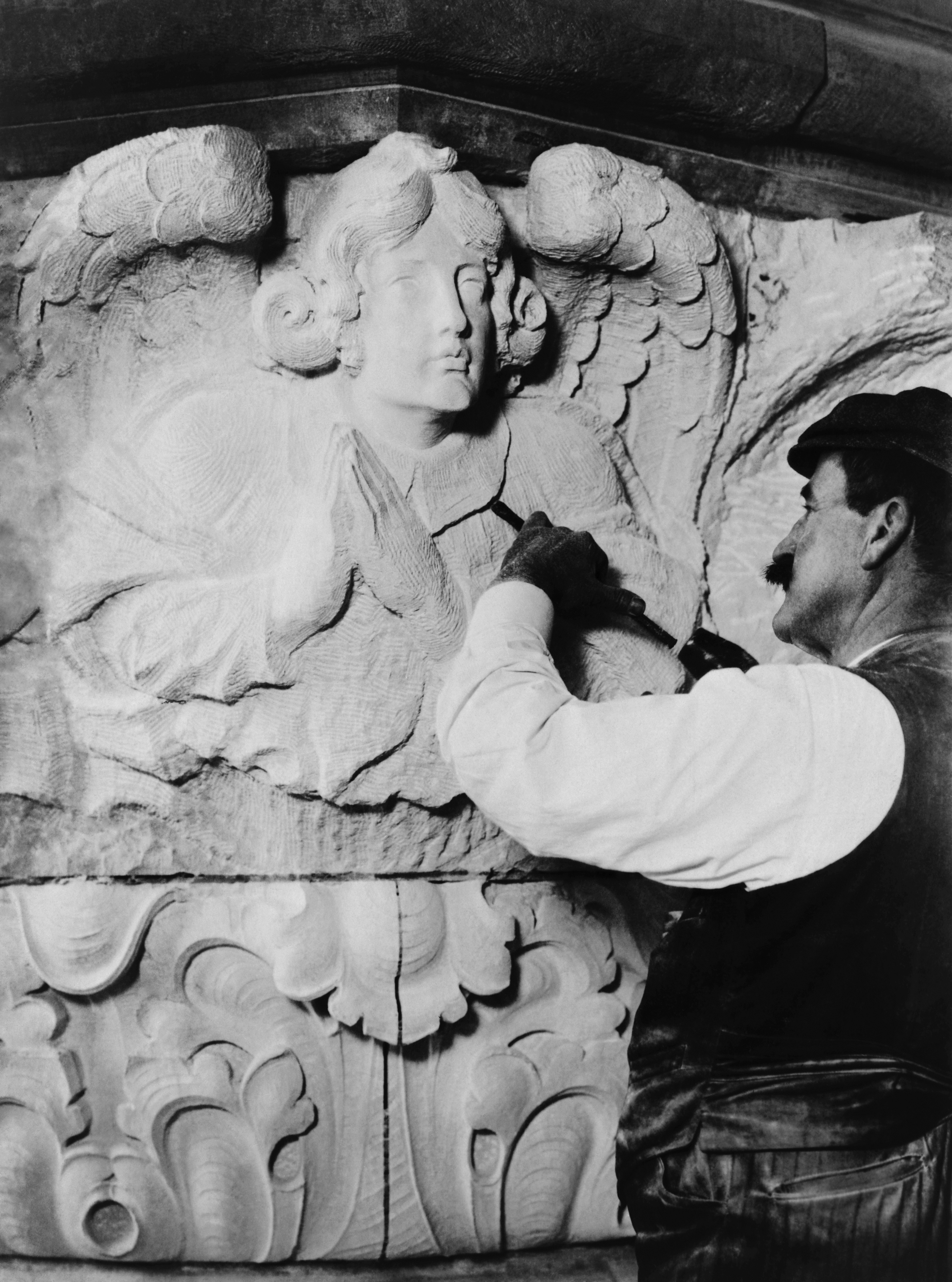
یک سنگتراش در حال کنده‌کاری و تراش سنگ، در کلیسای جامع سنت جان، نیویورک. ۱۹۰۹.

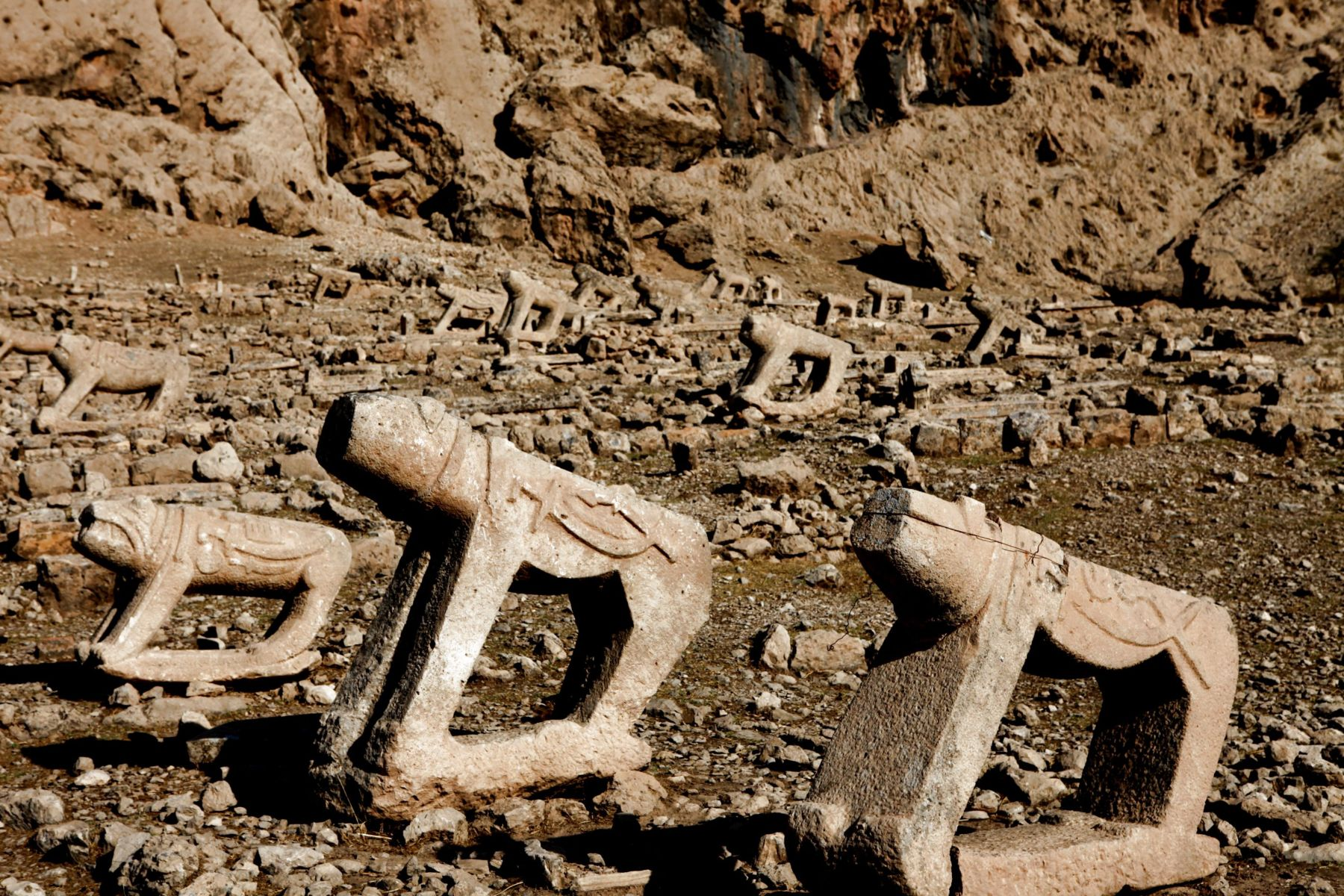
بردشیر در منطقه بختیاری

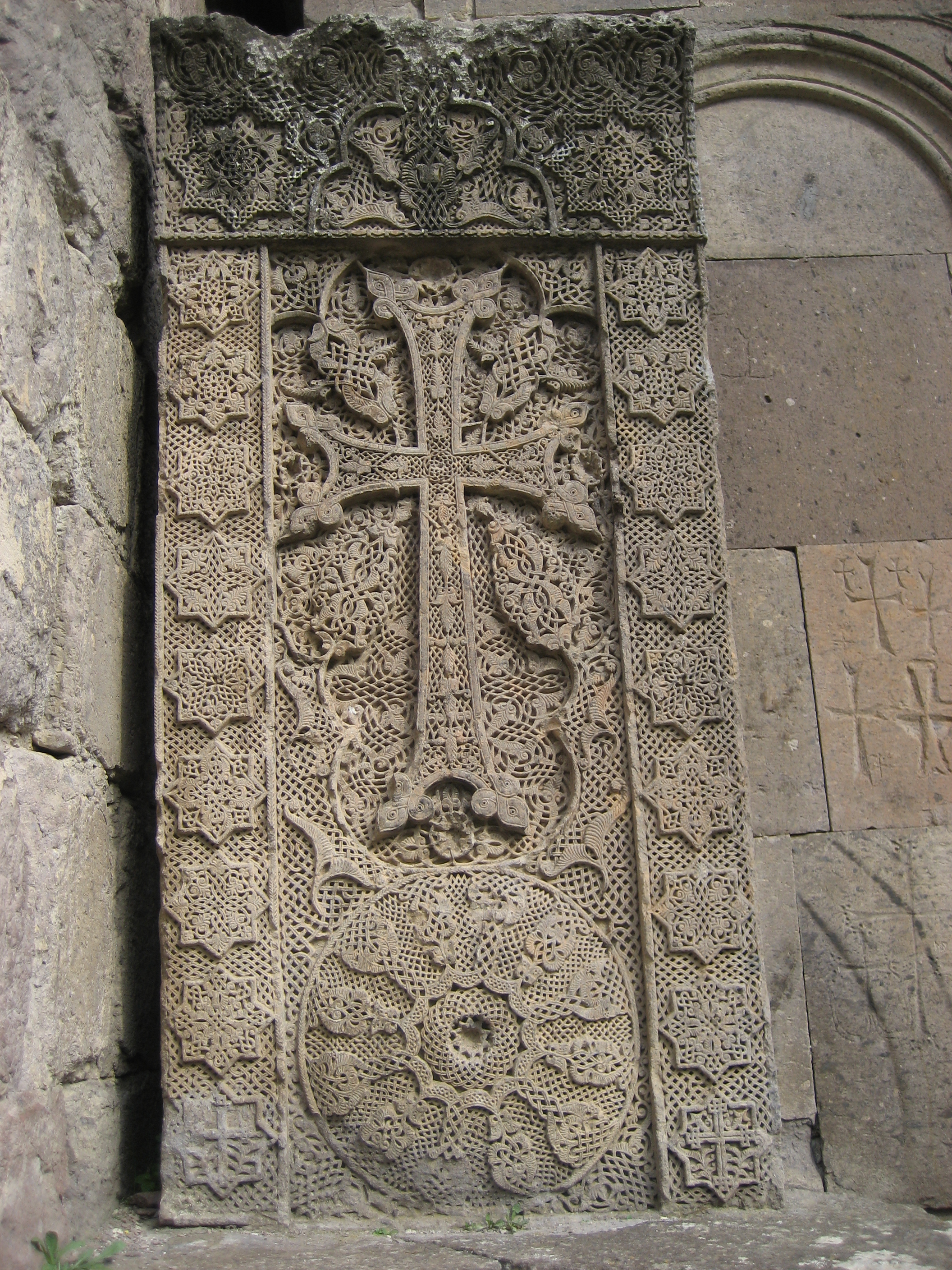
یک خاچکار معروف در گوشاوانک ارمنستان.

سنگ‌تراشی کُنشی است که در آن قطعه‌ای سنگ طبیعی و خشن با برداشتن و حذفِ کنترل شدهٔ بخش‌هایی از آن، شکل پیدا می‌کند. سنگ‌تراشی به دلیل پایداری سنگ، از دوران پیشاتاریخ تاکنون ادامه یافته‌است.
سنگ‌تراشی می‌تواند به دو روشِ مستقیم یا غیر مستقیم انجام شود.

## نگارخانه

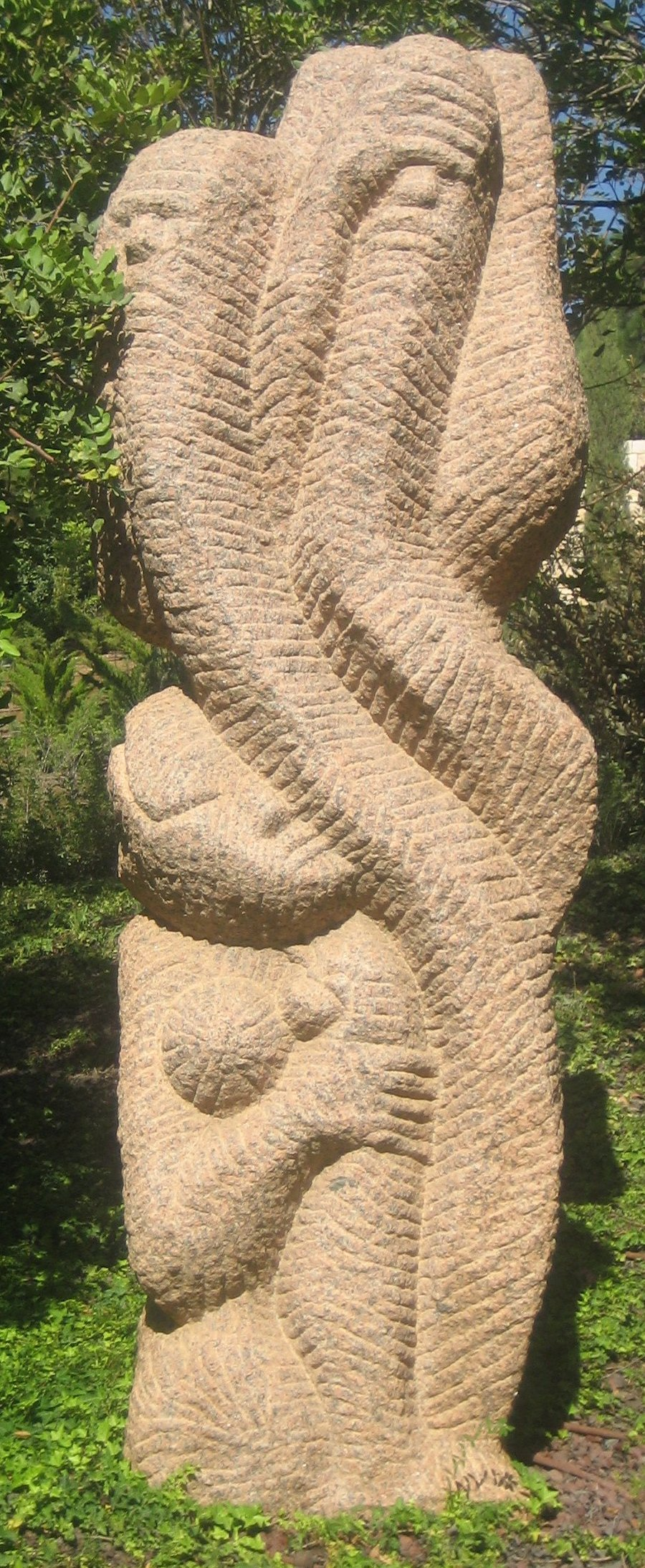
کنده‌کاریِ بی واسطه؛ اثری از شلومو سلینگر، اورشلیم.
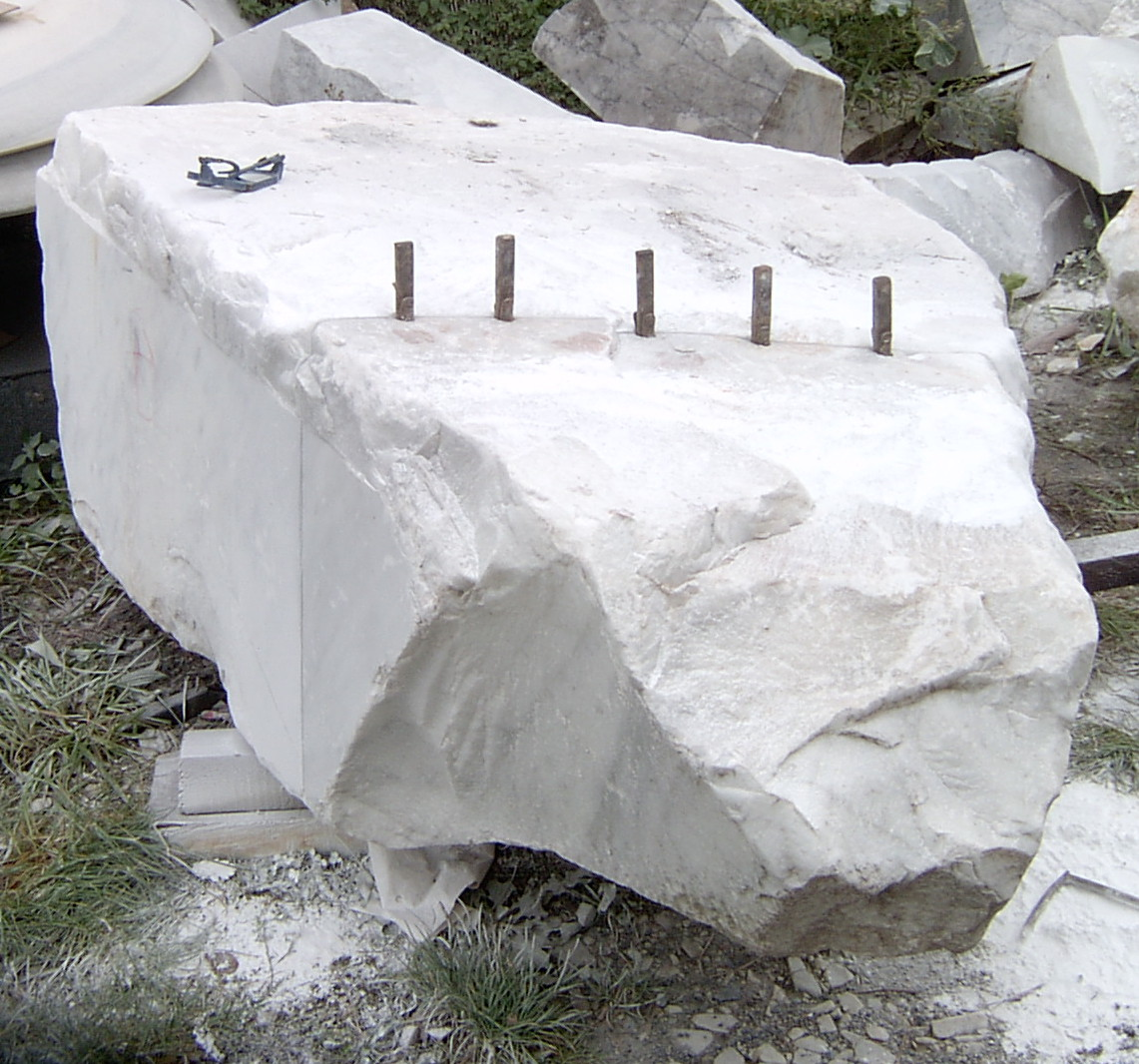
استفاده از قلم و چکش برای بریدنِ تکه‌ای از مرمر در معدن سنگ
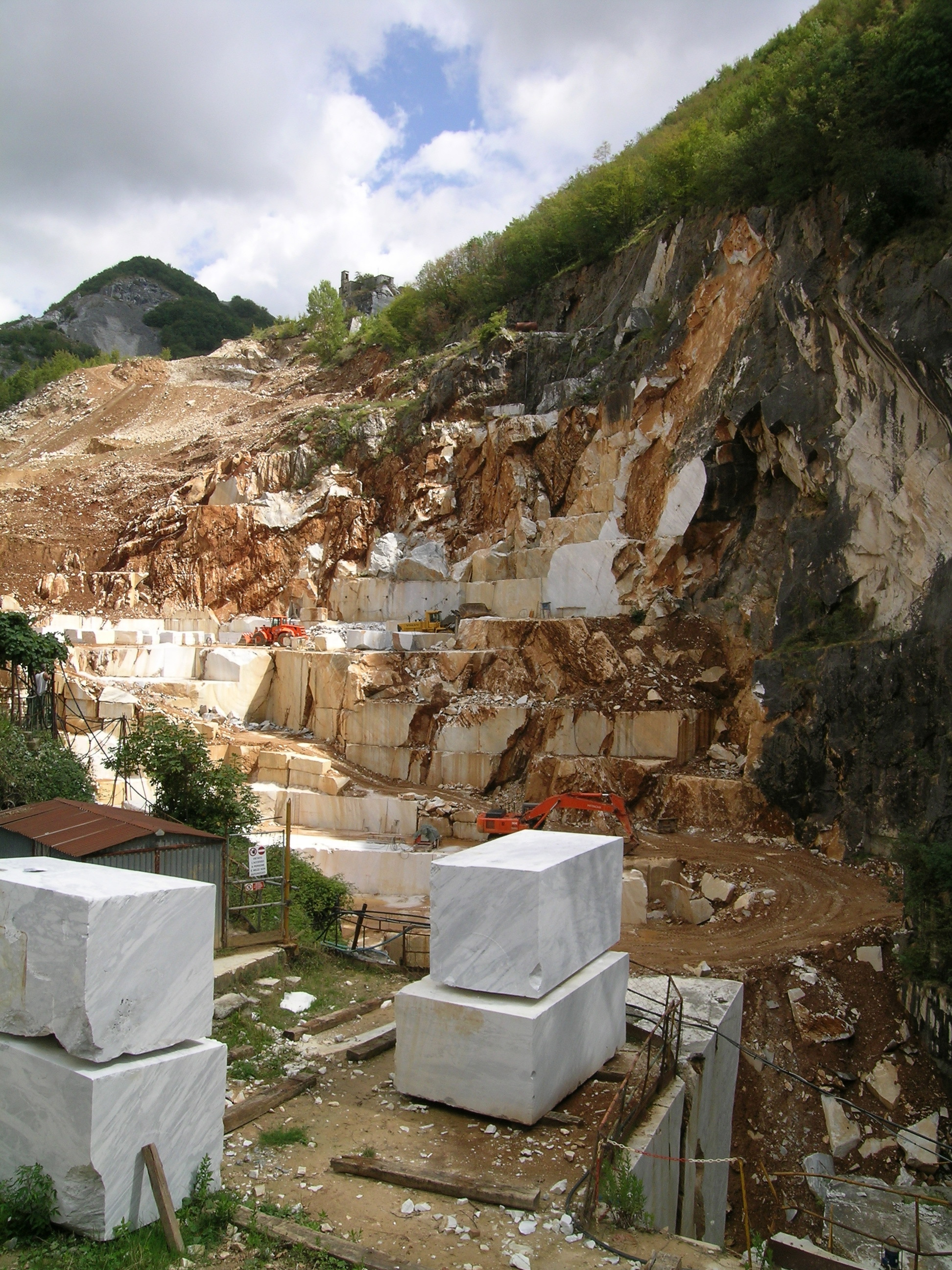
معدن سنگ مرمر در کارارا
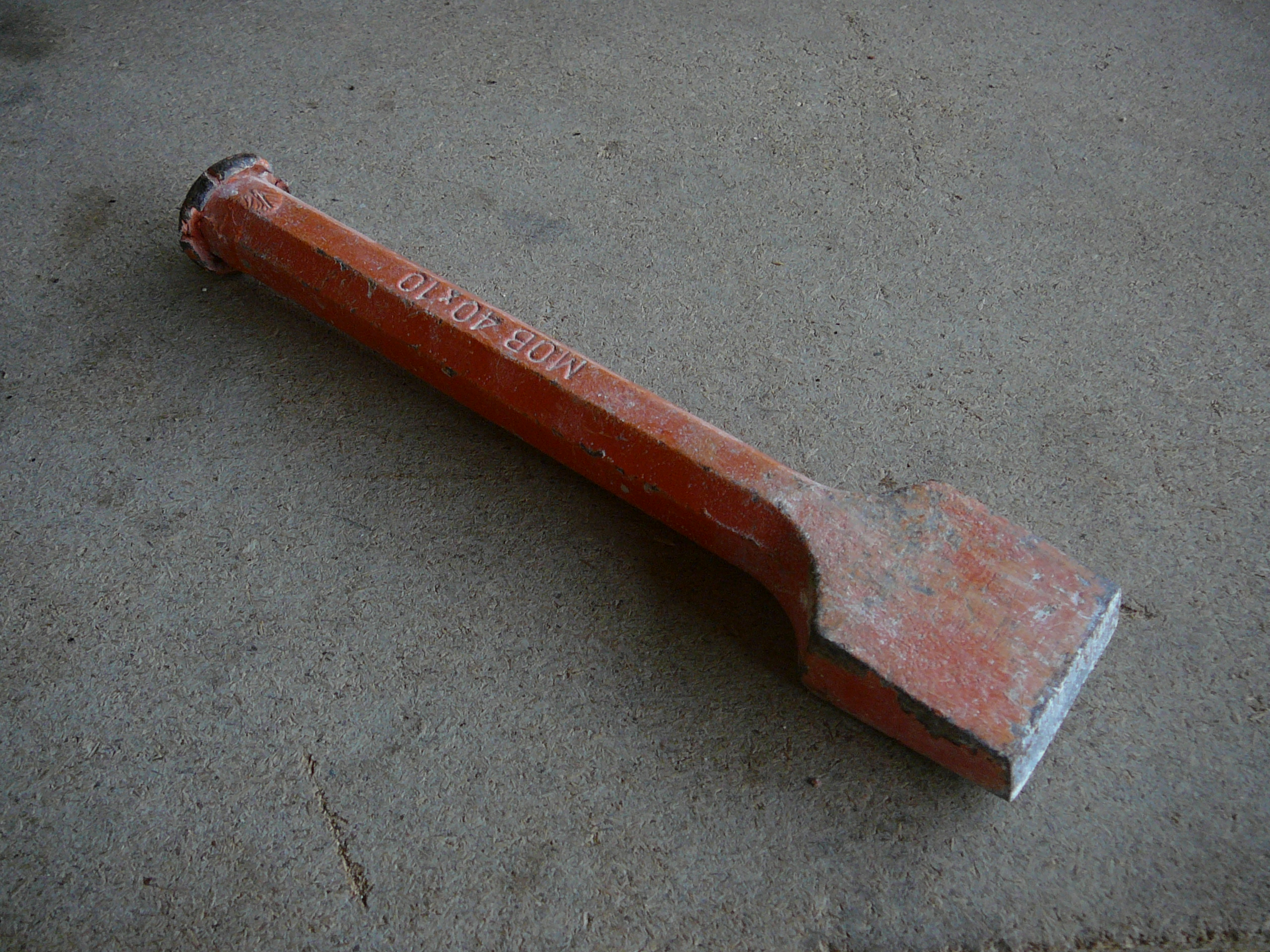
قلمِ درشت؛ از ابزار مورد استفاده در آغازِ شکل‌دهی به سنگ..
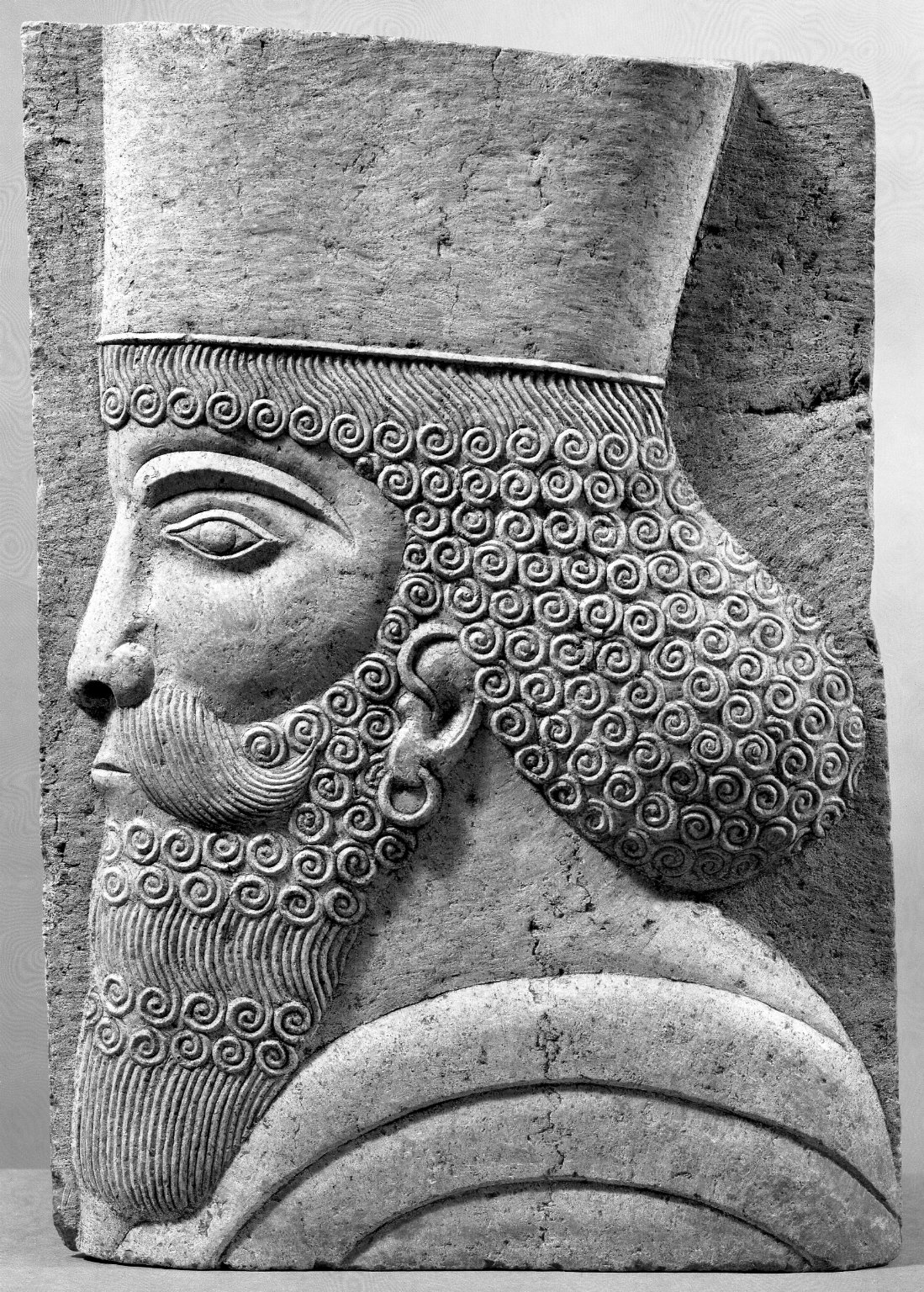
نقش‌برجسته از سنگ آهک؛ موزه بروکلین

## جُستارهای وابسته
- میکل‌آنژ
- چلیپاسنگ
- بردشیر